# Балка Широка (притока Ворони)
Балка Широка (рос. Б. Широкая; б. Широкая) — балка (річка) в Україні у Великоновосілківському й Покровському районах Донецької й Дніпропетовської областей. Ліва притока річки Ворони (басейн Дніпра).

## Опис
Довжина річки приблизно 9,73 км, найкоротша відстань між витоком і гирлом — 9,01  км, коефіцієнт звивистості річки — 1,08 . Формується декількома балками та загатами.

## Розташування
Бере початок на південно-східній околиці селища Шевченко. Тече переважно на північний захід через селище і на південно-західній стороні від села Маліївка впадає у річку Ворону, ліву притоку річки Вовчої.

## Цікаві факти
- У XX столітті на балці існували водокачки та декілька газових свердловин[2].